# Архиепархия Тура
Архиепархия Тура (лат. Archidioecesis Turonensis, фр. Archidiocèse de Tours) — архиепархия-митрополия Римско-католической церкви в церковной области Центр во Франции. В настоящее время архиепархией управляет архиепископ Бернар-Николя Обертен. викарный епископ — Жан-Клод Берра.
Клир епархии включает 117 священников (102 епархиальных и 15 монашествующих священников), 21 диакона, 20 монахов, 387 монахинь.
Адрес епархии: B.P. 1117, 27 rue Jules-Simon, 37011 Tours CEDEX 1, France.

## Территория
В юрисдикцию епархии входит 44 прихода в департаменте Эндр и Луара.
Все приходы объединены в 18 деканатов.
Кафедра архиепископа находится в городе Тур в церкви Святого Грациана.
В церковную провинцию митрополии Тура входят:
- Архиепархия Тура;
- Архиепархия Буржа;
- Епархия Блуа;
- Епархия Орлеана;
- Епархия Шартра.

## История
Кафедра Тура была основана в III веке. В конце IV века кафедру занимал известный святой епископ Мартин Турский.
В V веке (по другим источникам в 815 году) епархия Тура была возведена в ранг архиепархии-митрополии.

Архиепархия Тура
на карте Франции

Капитул Тура является старейшим капитулом Франции. Он возник в середине VI века при епископе святом Бо. Во второй половине того же столетия кафедру занимал другой известный святой епископ Григорий Турский.
В средние века кафедра Тура пользовалась большим авторитетом. В письме к Карлу Лысому, королю Франции, Папа Адриан II называет её второй по значимости французской епархией. Этот статус был закреплен строительством базилики Святого Мартина Турского, ставшей крупным религиозным центром. Вокруг базилики уже в середине VI века было построено аббатство бенедиктинцев. Здесь блаженный Алкуин, монах-учёный, живший между VIII и IX веками, основал школу, в библиотеку при которой он скопировал и внёс много древних рукописей религиозного и научного характера.
В Туре в период раннего средневековья прошло несколько важных поместных соборов — в 461, 567, 755, 813, 1055 и 1163 годах.
В середине IX века на территорию архиепархии неоднократно вторгались язычники-норманны. По этой причине в 853 году мощи святого Мартина были перевезены в Осер. Аббатство Святого Мартина с 845 года возглавлялось аббатами-лаиками, и титул аббата был наследственным у принцев Франции, один из которых Гуго Капет в 987 году стал королём Франции.
В 1096 году паломничество к раке с мощами святого Мартина совершенное Папой Урбаном II было первым из длинного ряда папских паломничеств, которые продолжались в течение XII века. Пасхалий II в 1107 году, Каллист II в 1119 году, Иннокентий II в 1130 году, Александр III в 1163 году — все совершили паломничество в Тур к мощам святого Мартина. В Туре Папа Александр III отлучил от церкви антипапу Виктора IV.

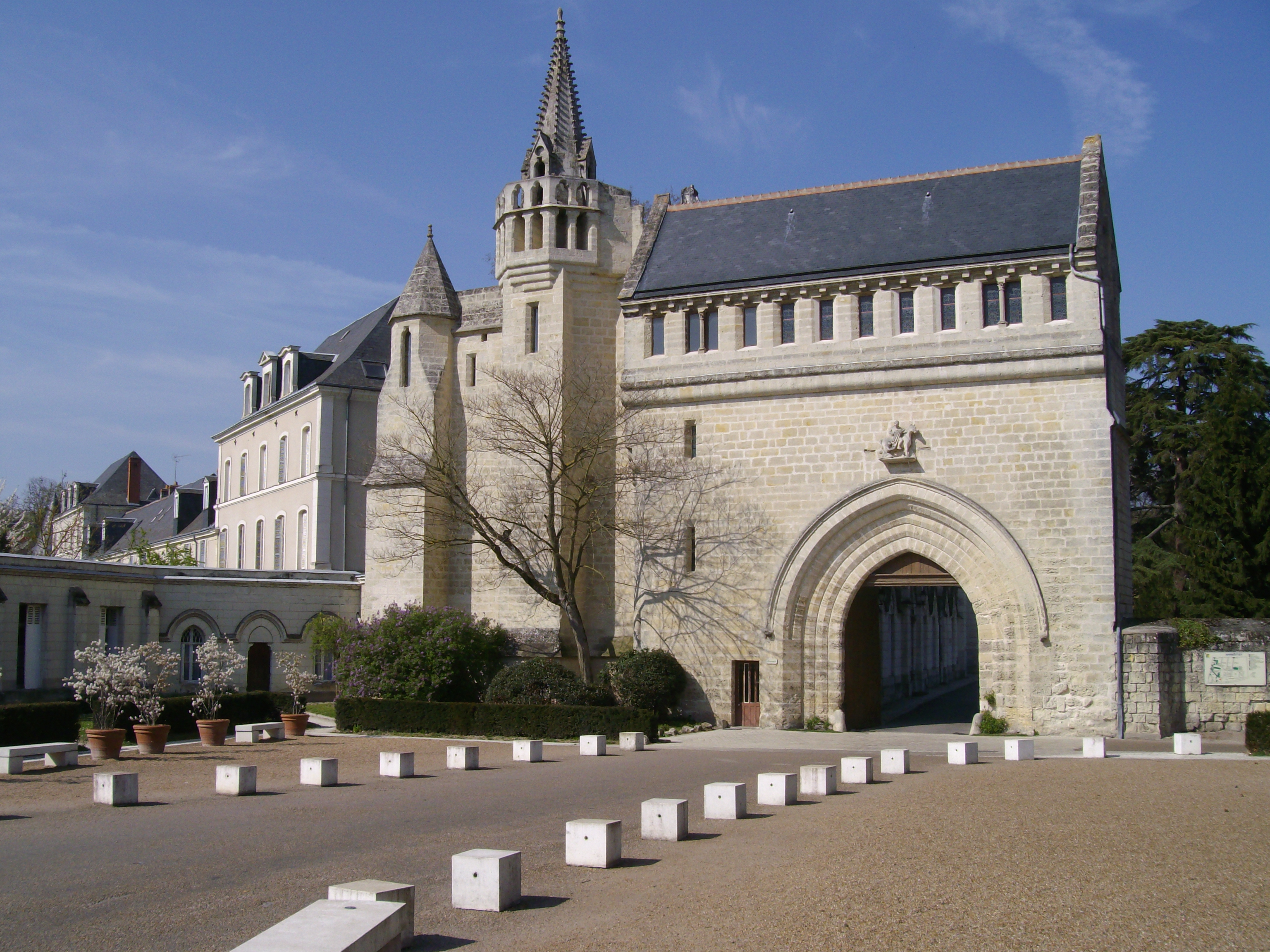
Аббатство Мармутье

Другим важным монастырем в архиепархии Тура было аббатство Мармутье, основанное Святым Мартином близ города, недалеко от пещеры, в которой ещё святой Гатьен (Грациан), первый епископ Тура, служил Мессу. Монастырь был разрушен норманнами, убившими 120 из 140 его монахов. Но уже в XI веке восстановленное аббатство располагало 101 подворьем, в том числе 10 подворьяит в Англии.
В 1562 году аббатство Мармутье подверглось осквернению со стороны гугенотов. В этом же году кальвинисты сожгли мощи святого Мартина, покоившиеся в посвященной ему базилике. Сохранились только часть черепа и руки святого епископа.
Во время Великой Французской революции аббатство Сен-Мартен (Святого Мартина) было почти полностью разрушено, но XIX веке снова восстановлено стараниями архиепископа, кардинала Гийома-Рене Меньона.
После конкордата 1801 года буллой Qui Christi Domini Папы Пия VII от 29 ноября 1801 года в митрополию Тура вошли епархии Ле-Мана, Анжера, Ренна, Нанта, Кемпера, Ванна и Сен-Брие.
С 8 декабря 2002 года в состав митрополии Тура, помимо одноимённой архиепархии, вошли епархии Блуа, Шартра и Орлеана и архиепархия Буржa, в которой хранятся архиерейские регалии.

## Ординарии архиепархии
- Святой Гатиан (249 — 20.12.301);
  - Sede vacante (301—338);
- Святой Лидорий (338 — 13.09.371);
- Святой Мартин (371—397);
- Святой Бриций (397—444);
- Святой Евстохий (444—460);
- Святой Перпетуй (460 — 01.01.490);
- Святой Волузиан (491—498);
- Вер (498—508);
- Лициний (508—520);
- Феодор и Прокул (520—521);
- Динифий (521—522);
- Омматий (522—525);
- Лев (526);
- Францилий (527—529);
- Инъюриоз (529—546);
- Святой Баудин (546—552);
- Гунтар (552—554);
- Святой Евфроний (555/556—573);
- Святой Григорий (573 — 17.11.595);
- Пелагий I (595—602);
- Лупарий (602—614);
- Агирик (614—617);
- Гинальд (617—618);
- Валат (618—619);
- Сигелаик (620—622);
- Леобальд (622—625);
- Модегизиль (625—638);
- Латин (638—650);
- Карегизиль (650—652);
- Ригоберт (652—654);
- Паполен (654—660);
- Хротберт (660—695);
- Пелагий II (695—700);
- Эвартий (700—709);
- Иббон (709—724);
- Гонтран II (724—732);
- Дидон (732—733);
- Римберт (733—752);
- Ауберт (752—754);
- Остальд (754—760);
- Гравиан (760—765);
- Евсевий (765—771);
- Херлинг (771—792);
- Иосиф I (792—815);
- Ландран I (815—836);
- Урсмар (836—846);
- Ландран II (846—849);
- Амори (849—855);
- Эрард (855/856 — 871);
- Актард (872—873/874);
- Адалард (875—889/890);
- Эберн (890—916);
- Роберт (916—931);
- Теотолон (931—945);
- Иосиф II (946—957);
- Фротер (957—960);
- Ардуин (960 — 01.05.980);
- Аршамбо де Сюлли (981 — 17.11.1006);
- Юг де Шатодён (1007 — 12.05.1023);
- Арнуль (26.11.1023 — 20.09.1052);
- Бартелеми де Фе (1052 — 09/12.04.1068);
- Рауль I (1072—1086);
- Рауль II (1087—1118);
- Жильбер де Майе (1118—1125);
- Ильдебер де Лаварден (1125—1133);
- Юг д’Этамп (1133—1147);
- Анжебо де Прёйи (1147—1156);
- Жосьон (1157—1173/1174);
- Бартелеми де Вандом (1174 — 15.10.1206);
- Жоффруа де ла Ланд (1206 — 29.04.1208);
- Жан де ла Фе (04.10.1208 — 23.04.1228);
- Франсуа Кассар (1228—1229);
- Юэль де Матефелон (1229 — 20.03.1245) — назначен архиепископом Реймса;
- Жоффруа Марсель (13.05.1245 — 10.07.1251);
- Пьер де Ламбаль (08.04.1252 — 24.10.1256);
- Филипп (1256—1257);
- Венсан де Пирмиль (1257 — 19.09.1270);
- Жан де Монсоро (16.01.1271 — 26.01./06.02.1285);
- Оливье де Краон (24.05.1285 — 24.08.1285);
- Бушар Ден (24.04.1286 — 19.10.1290);
- Филипп де Канде (03.01.1291 — 15.02.1291);
- Рено де Монбазон (21.11.1291 — 23.08.1312);
- Жоффруа де ла Э (20.02.1313 — 06.04.1323);
- Этьенн де Бургей (16.08.1323 — 07.03.1335);
- Пьер Фрето (14.07.1335 — 21.05.1357);
- Филипп Бланш (03.07.1357 — 1363);
- Симон де Ренуль (25.10.1363 — 02.01.1379) — бенедиктинец;
- Сеген д’Отон (14.01.1380 — 20.06.1380) — назначен латинским патриархом Антиохии;
- Алеом Буастель (20.06.1380 — 1382);
- Ги де Руа (17.10.1382 — 08.10.1383) — назначен епископом Шартра;
- Сеген д’Отон (08.10.1383 — 25.03.1395) — апостольский администратор;
- Амей дю Брёй (05.11.1395 — 01.09.1414);
- Жак Желю (07.11.1414 — 30.07.1427) — назначен архиепископом Эмбрёна;
- Филипп де Коэткис (30.07.1427 — 12.07.1441);
- Жан Бернар (11.12.1441 — 28.04.1466);
- Басте де Крюссоль (09.06.1466 — 13.05.1468) — назначен епископом Валенса;
- кардинал Эли де Бурдей (16.05.1468 — 05.07.1484) — францисканец-конвентуал;
- Робер де Ленонкур (29.07.1484 — 28.03.1509) — назначен архиепископом Реймса;
- кардинал Шарль Доминик де Карретто (05.04.1509 — 03.07.1514) — назначен епископом Каора (титул персональный);
- Кристоф де Брийяк (03.07.1514 — 31.07.1520);
- Мартен де Бон (24.08.1520 — 02.07.1527);
- Антуан де Бар (16.03.1528 — 12.01.1547);
- кардинал Жорж д’Aрманьяк (13.01.1548 — 06.04.1551);
- Этьенн Понше (06.04.1551 — 15.03.1553);
- кардинал Алессандро Фарнезе (28.04.1553 — 1554) — апостольский администратор;
- Симон де Майе (25.06.1554 — 11.01.1597);
- Франсуа де ла Гесль (10.02.1597 — 30.10.1614);
- Себастьен Дори-Галаге (19.12.1616 — 1617);
- Бертран д’Эшо (26.06.1617 — 21.05.1641);
- Виктор Бутийе † (21.05.1641 — 11/12.09.1670);
- Шарль де Росмадек (08.02.1672 — 12.07.1672);
- Мишель Амело де Гурне (11.09.1673 — 07.02.1687);
- Клод де Сен-Жорж (1687);
- Матьё Изоре д’Эрво (22.12.1693 — 09.06.1716);
- Арман Пьер де ла Круа де Кастри (18.09.1719 — 23.09.1722) — назначен архиепископом Альби;
- Анри-Осваль де Латур д’Овернь де Буйон (1722—1723);
- Франсуа Блуэ де Камийи (20.01.1723 — 17.10.1723);
- Луи Жак де Шапт де Растиньяк (27.09.1724 — 02.08.1750);
- Бернарден де Россе де Флёри (17.05.1751 — 02.03.1775);
- Жоаким-Франсуа Мамер де Конзье (29.05.1775 — 08.05.1795);
  - Sede vacante (1795—1802);
- кардинал Жан-де-Дье-Раймон де Буажелен де Кюсе (16 апреля 1802 — 22 августа 1804);
- Луи-Матье де Барраль (01.02.1805 — 26.09.1815);
- Жан Батист дю Шийо (08.08.1818 — 26.11.1824);
- Огюстен Луи де Монблан (26.11.1824 — 28.12.1841);
- кардинал Франсуа Никола Мадлен Морло (28.06.1842 — 24.01.1857) — назначен архиепископом Парижа;
- Жозеф-Ипполит Гибер (04.02.1857 — 19.07.1871) — назначен архиепископом Парижа;
- Феликс Пьер Фрюшо (30.09.1871 — 09.11.1874);
- Шарль Теодор Коле(25.11.1874 — 27.11.1883);
- кардинал Гийом Рене Меньян (10.01.1884 — 20.01.1896);
- Рене Франсуа Рену (30.05.1896 — 02.08.1913);
- Альбер Негре (05.08.1913 — 05.02.1931);
- Луи Жозеф Гайяр (25.09.1931 — 28.10.1956);
- Луи Ферран (28.10.1956 — 09.09.1980);
- Жан Марсель Оноре (13.07.1981 — 22.07.1997);
- Мишель Мутель (22.07.1997 — 11.05.1998) — сульпицианец;
- Андре Вен-Труа (21.04.1999 — 11.02.2005) — назначен архиепископом Парижа;
- Бернар Никола Жан Мари Обертен (23.06.2005 — 26.10.2019) — цистерцианец;
- Венсан Александр Эдуар Эли Жорди (4.11.2019 — по настоящее время)

## Статистика
На конец 2010 года из 597 724 человек, проживающих на территории епархии, католиками являлись 503 000 человек, что соответствует 84,2 % от общего числа населения епархии.
| год  | население | население | население | священники | священники        | священники         | священники                           | постоянные диаконы | монахи  | монахи  | приходы |
| год  | католики  | всего     | %         | всего      | белое духовенство | черное духовенство | число католиков на одного священника | постоянные диаконы | мужчины | женщины | приходы |
| ---- | --------- | --------- | --------- | ---------- | ----------------- | ------------------ | ------------------------------------ | ------------------ | ------- | ------- | ------- |
| 1950 | 274.620   | 350.000   | 78,5      | 341        | 321               | 20                 | 805                                  |                    | 40      | 1.004   | 295     |
| 1970 | ?         | 436.124   | ?         | 321        | 273               | 48                 | ?                                    |                    | 71      | 1.054   | 296     |
| 1980 | 423.030   | 486.884   | 86,9      | 264        | 218               | 46                 | 1.602                                | 1                  | 67      | 805     | 300     |
| 1990 | 453.000   | 520.000   | 87,1      | 217        | 171               | 46                 | 2.087                                | 9                  | 62      | 720     | 300     |
| 1999 | 436.400   | 545.500   | 80,0      | 181        | 144               | 37                 | 2.411                                | 15                 | 45      | 523     | 82      |
| 2000 | 426.023   | 568.031   | 75,0      | 180        | 144               | 36                 | 2.366                                | 15                 | 43      | 501     | 81      |
| 2001 | 414.662   | 568.031   | 73,0      | 171        | 141               | 30                 | 2.424                                | 15                 | 38      | 485     | 77      |
| 2002 | 420.042   | 554.345   | 75,8      | 165        | 133               | 32                 | 2.545                                | 14                 | 41      | 489     | 77      |
| 2003 | 385.030   | 554.003   | 69,5      | 152        | 126               | 26                 | 2.533                                | 16                 | 35      | 449     | 77      |
| 2004 | 347.456   | 560.413   | 62,0      | 143        | 122               | 21                 | 2.429                                | 16                 | 29      | 429     | 76      |
| 2010 | 503.000   | 597.724   | 84,2      | 117        | 102               | 15                 | 4.299                                | 21                 | 20      | 387     | 44      |